# Lagare.ma
Lagare.ma est un site web marocain et la première gare routière électronique du Maroc.
Le site a été créé le 15 mars 2014, il est édité par la société E-gare SARL, une société à responsabilité limitée.

## Historique
En mars 2014, Issam Darui met en ligne la première version du site Lagare.ma.
En septembre 2014, Lagare.ma lance la version web 2.0 du site et une application mobile sur Android.
Le chiffre d’affaires de la première année s’est élevé à 670 000 DH.
En août 2015, Issam Darui, le PDG de Lagare.ma, a été sélectionné par African Leadership Academy (en) parmi les cinquante meilleurs jeunes entrepreneurs africains en 2015[réf. nécessaire].
En septembre 2015, Lagare.ma lance la version web 3.0 de son site.
En septembre 2015, Lagare.ma signe un partenariat avec M2T pour permettre à ses clients d’acheter leurs billets de voyage en espèces à travers plus de 1 350 points Proximo-Tasshilat.
En octobre 2015, Lagare.ma a obtenu la deuxième place à l'échelle nationale au prix MVP CUP lors du Startup Maroc Championship 2015.
En janvier 2016, Lagare.ma a contribué à la vision 2020 du ministère du Tourisme,. Le site est dorénavant accessible en dix langues et accepte vingt-cinq devises,,,,,.